# 한국부식학회
한국부식방식학회는 사회일반의 이익에 공여하기 위하여 공익 법인의 설립운영에 관한 법률의 규정에 따라 부식,방식 및 그 응용에 관한 학문과 기술의 발전보급을 도모하여 산업진흥에 이바지 함을 목적으로 1978년 6월 11일 설립허가된 대한민국 미래창조과학부 소관의 사단법인이다. 사무실은 135-703 서울특별시 강남구 역삼동 635-4 한국과학기술회관 203호에 있다.